# Morud
Morud är en tätort i Nordfyns kommun i Region Syddanmark i Danmark. Tätorten har 1 973 invånare (2024). Den ligger på Fyn, cirka 14,5 kilometer sydost om Bogense.